# Kika Silva
Kika Silva (born ngày 18 tháng 3 năm 1992) sinh ngày 18 tháng 3 năm 1992) là người mẫu và tham luận viên truyền hình người Chile.
Cô bắt đầu sự nghiệp truyền hình của mình với việc dẫn chương trình Vía de escape trên kênh truyền hình cáp Vive Deportes, và sau đó cô trở thành một phần của chương trình showbiz SQP. Cô là một người mẫu và tham luận viên của chương trình Chào buổi sáng trên Kênh 13. Năm 2017, cô được trao vương miện Nữ hoàng Lễ hội trong Lễ hội âm nhạc Quốc tế Viña del Mar lần thứ 58.

## Những năm đầu và học vấn
Francisca Silva sinh ngày 18 tháng 3 năm 1992 tại Santiago, Chile. Cô là con gái của Daniel Silva và cầu thủ khúc côn cầu Francisca Sánchez, và là con cả trong bốn anh chị em ruột. Trong thời gian là một nữ sinh trong trường Nazaret, cô tham gia vào đội thể thao, nhưng một chấn thương cột sống khi cô chỉ 14 tuổi buộc cô phải dừng lại. Sau khi hoàn thành giáo dục trung học cơ sở năm 2010, cô học ngành giáo dục thể chất tại Đại học quốc gia Andrés Bello. Vào năm 2012, cô dành năm tháng ở México để tham gia làm người mẫu, nơi cô đã làm việc với tạp chíVogue Latin America. Cuối năm đó, cô trở lại Chile để theo đuổi công việc diễn xuất trên truyền hình.

## Truyền hình
Silva đã tham gia vào một số chương trình truyền hình.
- Vía de Escape
- Vive Deportes
- Soltera otra vez (2013)
- Toc Show (2013-2014)
- Bala loca (2016, cameo)
- Bienvenidos (2016–nay, panelist)[2]